# 72أندساني
72أندساني (بالإنجليزية: 72andSunny)‏ هي وكالة إعلانات لها مكاتب في لوس أنجلوس وأمستردام ومدينة نيويورك. تم تأسيسها في عام 2004 من قبل جون بولر (الرئيس التنفيذي الحالي)، وجلين كول (الآن رئيس قسم الإبداع)، وروبرت ناكاتا (مدير التصميم الحالي). منذ عام 2010 أصبحت تابعة لشركة MDC Partners Inc.
الشركة لها الفضل في مساعدة شركة سامسونج على تجاوز شركة أبل. في مبيعات الهواتف المحمولة.
حصلت الشركة على لقب «وكالة العام» في عام 2013 ومرة أخرى في عام 2014 من قِبل أدفيرتيسينغ أيج وأدويك.